# Integrity Blues
Integrity Blues è il nono album in studio del gruppo rock statunitense Jimmy Eat World, pubblicato nel 2016. Ed è stato prodotto da Justin Meldal-Johnsen.

## Tracce
1. You with Me – 5:18
2. Sure and Certain – 3:35
3. It Matters – 3:54
4. Pretty Grids – 4:11
5. Pass the Baby – 5:23
6. Get Right – 2:49
7. You Are Free – 4:14
8. The End Is Beautiful – 4:25
9. Through – 2:51
10. Integrity Blues – 3:12
11. Pol Roger – 6:47

## Formazione
- Jim Adkins – voce, chitarra
- Tom Linton – chitarra, cori
- Zach Lind – batteria, percussioni
- Rick Burch – basso, cori